# Sílvia Romero i Olea
Sílvia Romero i Olea   (Barcelona, 3 d'abril de 1962) és una escriptora catalana. Ha escrit principalment novel·les, incloent novel·la negra, novel·la fantàstica i juvenil, però també contes, poesia i teatre.

## Biografia
Va començar publicant contes infantils a la revista Tretzevents. Ha guanyat diversos premis literaris, entre els quals destaquen el Premi de Narrativa Sebastià Juan Arbó per Ànima Mesquina el 2004, el Premi Ramon Roca Boncompte per la novel·la Julia M el 2008, i, recentment, el 2013, el XV Premi El Lector de l'Odissea per la novel·la El Plagi. Va ser presidenta de l'Associació de Relataires en Català des de juny de 2010 fins a octubre de 2012. L'any 2012 va ser directora de la revista digital de literatura Lo Càntich i des de gener de 2014 forma part de l'Equip editor de la Revista de creació literària Inèdits.
Des de 2008 es dedica a la conducció i coordinació de Clubs de lectura dins la Xarxa de Biblioteques, i ha treballat com a moderadora en els clubs de lectura La Crisàlide, de Vilanova i la Geltrú; Club de lectura d'adults, de Canyelles; Tardes literàries, de Sant Pere de Ribes; i Celler de lletres, de Sant Sadurní d'Anoia (d'aquests dos darrers encara n'és la moderadora). També forma part i participa activament en les tertúlies del grup de lectura “Psicoanàlisi i literatura”
En l'actualitat i des de 2013 col·labora en el programa cultural “Tirant de llibres” i en el programa infantil “Contes per somiar”, ambdós de Punt 7 Ràdio Sant Celoni. També col·labora en la revista Lo Càntich amb tres seccions pròpies: “Xarxa literària: blogs”, “La veu del traductor”, “Caducitat immediata”
L'any 2015 va ser nomenada Escriptora de Capçalera de la biblioteca Ramon Bosch de Noya, de Sant Sadurní d'Anoia

## Obres publicades
Obres publicades.
- Amor a sang freda - Ed. Cossetània - 2003 - Gènere: Novel·la
- Ànima mesquina - Columna Edicions - 2006 - Gènere: Novel·la
- Jocs de guerra, cosa d'infants - Ed. La Quadriga - 2007 - Gènere: Poesia
- Verbes - Sitges - Ed. El Pati Blau - 2007 - Gènere: Narrativa
- Iskander: un viatge a la màgia dels llibres - Ed. Pagès - 2008 - Gènere: Novel·la
- Júlia M. - Ed. Pagès - 2009 - Gènere: Novel·la
- El camí del Bandama Vermell - Ed. Estrella Polar - 2010 - Gènere: Narrativa
- Verí - Traïcions, enganys, enveges... - La Comarcal Edicions - 2012 - Gènere: Teatre
- Foc grec - Témenos Edicions - 2013 - Gènere: Narrativa
- El Plagi - Edicions Proa - 2014 - Gènere: Novel·la
- Parèntesi - La Verònica Cartonera - 2014 - Gènere: Narrativa
- A la colònia hidràulica i altres contes - Pagès Editors - Gènere: Contes
- L'esborrany - Editorial Gregal - Gènere: Novel·la

## Premis i reconeixements
- 2002 - Finalista II Premi Sèrie Negra de Novel·la per Amor a sang freda
- 2004 - XVII Premi de Narrativa Sebastià Juan Arbó per Ànima mesquina
- 2006 - III Premi Ramon Planes de Narrativa Breu pel llibre de relats breus Verbes
- 2006 - 5è Premi Lleida per a Projecte de Novel·la, pel llibre Iskander. Un viatge a la màgia dels llibres (escrit amb Alícia Gili i Abad)
- 2008 - IV Premi Ramon Roca Boncompte, per la novel·la Julia M[9]
- 2010 - Premi Columna Jove 2010 pel llibre El camí del Bandama Vermell (escrit amb Alícia Gili i Abad)[10]
- 2011 - Finalista 8è Concurs Literari "Vila de Gràcia". Textos teatrals, per a l'obra Verí
- 2013 - XIX Premi de narrativa Ciutat de Manlleu, per a Foc grec
- 2013 - XV Premi El lector de l'Odissea per la novel·la Lladres d'històries (publicada amb el nom de El Plagi)[11]
- 2014 - Accèssit II Premi La Verònica Cartonera de Novel·la Curta, per la novel·la Parèntesi
- 2015 - Premi Francesc Badenes Dalmau de Poesia, per al poemari ABCdari poètic
- 2016 - XXIV Premi de Narrativa Vila de L'Ametlla de Mar, pel recull de contes A la colònia hidràulica i altres contes[12]
- 2017 - XXXIV Premis Literaris Ciutat de Xàtiva per El jurament